# Het Gevolg
Het Gevolg is een Vlaams theatergezelschap uit Turnhout, opgericht door Ignace Cornelissen in 1984. Hij stond in voor de artistieke leiding. Sinds begin 2014 is deze overgenomen door acteur/regisseur Stefan Perceval.
Dit gezelschap maakt theater voor zowel volwassenen als kleuters en pubers. Het gezelschap werkt samen met acteurs waarvan enkelen enige bekendheid genieten: Chris Lomme, Sien Eggers, Ianka Fleerackers, An Nelissen, Herwig Ilegems, Michaël Pas, Stefaan Degand, Hilde Heijnen, Mieke De Groote  ...

## Lijst van gespeelde voorstellingen
- Odyseus Niemand (2019)
- Madame Rosa (2019)
- Rood (2018)
- De moeder en de drie soldaten (2018)
- Letter (2018)
- Verdrongen (2017)
- Vuil vel (2017)
- Lost Boys (2017)
- Henry v (2017)
- Kip (2016)
- Poreus (2016)
- De jongen en de erwt (2015)
- Wit is altijd schoon (2015)
- JUUL (2015)
- Wortel van Glas (2014)
- Kleine Koning December (2014)
- De barbaren (2014)
- Petrus en den dodendraad (2014)
- Straks is nu gedaan (2013)
- Matador (2013)
- Delphinne en haar vriend 2013
- De Kus (2013)
- Hartekop (2012)
- De drie musketiers (2011)
- Maria Vaart (2010)
- Doodgewoon (2010)
- Appartemensen (2010)
- CLOACA (2009)
- Wachten op ... vlooien (2009)
- De Goeie, de Slechte en de Lelijke (2009)
- De Laatste Reis van Viktor (2008)
- Het Gras zal altijd Geeler zijn (2008)
- Prinses zkt Ridder (2008)
- Faar (2007)
- De Straat (2007)
- Zetelzucht (2006)
- Paradijs voor Futlozen (2006)
- Tweezaam (2006)
- Tweecee (2006)
- Koken met Elvis (2006, tekst Lee Hall)
- Don Quichot (2005, naar Cervantes)
- Hendrik de Vijfde (2005, naar William Shakespeare)
- Norway.Today (2005, naar Igor Bauersima)
- Binnenweg (2004)
- Noordeloos (2004)
- Bubba (2004)
- Kissing Billy Boogers (2004)
- Vermist (2003, naar Walter van den Broeck)
- Halte Zwarte vijvers (2003)
- Show (2003)
- Zo mooi, zo blond en zo behaard (2003)
- Don Juan (2002, naar Molière)
- De Smerige Trilogie (2002)
- De Ierse Eland (2002)
- Een Engel in de Zon (2002)
- Othello (2001, naar William Shakespeare)
- Club Sandwich (2001)
- Splinternet (2001)
- Radio Futura (2001)
- Dodendans (2000, naar August Strindberg)
- Calvados (2000, van Elvis Peeters)
- En dat is alles (2000)
- Toreadors (2000)
- De Biechtspiegel (2000)
- Het Aards Paradijs (1999, naar Tennessee Williams)
- Eindelijk Afgelopen (1999)
- Er hangt zwart in de lucht (1999)
- De Ronde van Vlaanderen (Mooi en Meedogenloos) (1999, Walter van den Broeck)
- Een Poppenhuis (1998, naar Henrik Ibsen)
- Aan het Einde van de Aspergetijd (1998)
- Een Bruid in de Morgen (1997, naar Hugo Claus)
- Muzet Superette (1997)
- De Muzikant en het Meisje (1997, naar Rita Tornqvist)
- Het Schoolfeest (1996)
- Het Kind van de Oorlog (1996)
- Regen in de Zomer (1996)
- De Ingebeelde Zieke (1995, naar Molière)
- Mirad, een Jongen uit Bosnië (2) (1995)
- De Vierde Stad (1995)
- De Opera (1994)
- Recital (1994)
- Fietsen (1994)
- Slapende Sterren (1994)
- Mirad, een Jongen uit Bosnië (1994)
- Het Jachthuis (1994)
- Hendrik de Vijfde (1992, naar William Shakespeare)
- Wintersprookje (1992, naar William Shakespeare)
- Figuurlijk Natuurlijk (1991)
- Winterslag (1990)
- Dr. Zero op een Ziggurat (1990)
- Het Avontuur (1990)
- Het Duel (1990)
- De Jongen van Zee (1989)
- De Sneeuwman (1989)
- Het Bijzondere Leventje van Hilletje Jans (1988)
- Het Museum (op de ruïnes van België) (1988)
- De Auto (of zitten er kikkers op de maan?) (1987)
- De Gang (1986, naar Carlo Goldoni)
- De Vogels (1985, naar Aristophanes)
- De Berg (1985)
- Tabak (1984, naar Anton Tsjechov)
- Oorlog (1984, naar Bertolt Brecht)